# Dadia
Dadia  este un oraș în Grecia în Prefectura Evros.